# Axodry
Axodry ist eine 1983 gegründete deutsche Synthie-Pop-/Italo-Disco-/Future-Pop-Band.

## Geschichte
Axodry wurde 1983 in Frankfurt am Main gegründet, die Gründungsmitglieder waren Talla 2XLC und RaHen aka Ralf Henrich.
Bereits die erste Veröffentlichung Feel It Right wurde zum Erfolg (siehe auch Sound of Frankfurt).
RaHen und Talla 2XLC komponierten und programmierten in RaHens Heimstudio den Debütsong.
Das Label Westside ermöglichte die finale Produktion in Axel Henningers Dynaton Studio. Dort produzierte RaHen mit Axel Henninger später auch die Songs Surrender und The Time Is Right sowie viele weitere Songs und Bands für Westside.
Zeitweise gehörten Kurt Ader und Alexander Maurus zur Bandbesetzung. Das Music-Hall-Konzert in Frankfurt am Main fand in dieser Besetzung statt.

## Diskografie
| Jahr | Titel             | Besetzung                          |
| ---- | ----------------- | ---------------------------------- |
| 1984 | Feel It Right     | RaHen, Talla 2XLC                  |
| 1984 | Surrender         | RaHen                              |
| 1985 | The Time Is Right | RaHen, Kurt Ader, Alexander Maurus |
| 1986 | Save Me           | RaHen, Kurt Ader, Alexander Maurus |
| 1988 | You               | RaHen, Talla 2XLC                  |
| 1991 | Loosing You       | RaHen                              |
| 2014 | This Is My Light  | RaHen                              |
| 2017 | Be a Fashionista  | RaHen                              |